# Heliconius mediatrix
Heliconius mediatrix är en fjärilsart som beskrevs av Heinrich Neustetter 1931. Heliconius mediatrix ingår i släktet Heliconius och familjen praktfjärilar. Inga underarter finns listade i Catalogue of Life.